# Carina Rissi
Carina Rissi (Ariranha, 20 de dezembro de 1980) é uma escritora brasileira de ficção. Ela adquiriu proeminência pela famosa série de livros Perdida e é autora de outros best-sellers como Procura-se um marido (2013) e No mundo da Luna (2015).
Rissi é notadamente uma das autoras brasileiras mais populares do gênero chick lit, tendo obtido vendas superiores a 700 mil exemplares. Ao longo dos anos, seus livros foram publicados em diversos países como Portugal, Rússia, Ucrânia e Itália.

## Biografia
Carina Rissi nasceu em Ariranha, interior do estado de São Paulo, em 1980. Ela possui o hábito da leitura desde criança e nunca imaginou que seria uma escritora de êxito. Além disso, possui como inspiração a escritora inglesa Jane Austen e é formada em jornalismo.

## Carreira
Rissi começou a escrever despretensiosamente em 2010, período que elaborou o rascunho do que seria o seu primeiro livro, o qual  mais tarde recebeu o título de Perdida. Após elaborar o seu primeiro livro e incentivada por seu marido, ela procurou diversas editoras, que se recusaram a publicar o livro, em virtude das negativas, Rissi lançou Perdida inicialmente de forma independente. Seu êxito de vendas, ocorreu não apenas no Brasil como na Alemanha, o que fez crescer o interesse de editoras francesas e italianas em traduzir a sua obra. A seguir, Perdida foi lançada pela editora Verus no Brasil.
Em novembro de 2021, foi anunciado uma parceria de Rissi com a WarnerMedia Latin America, para a realização de adaptações audiovisuais de suas obras literárias, a fim de serem exibidas pela plataforma de streaming HBO Max, incluindo a elaboração de roteiros inéditos. A seguir, em novembro de 2022, foi lançado o filme Procura-se, baseado no livro Procura-se um marido (2013) que conta com Camila Queiroz e Kleber Toledo como o casal principal. E em dezembro do mesmo ano, estreou a série No Mundo da Luna, baseado no livro de mesmo título publicado em 2015. Posteriormente, foi anunciado a produção de Perdida (2023), filme lançado pela Disney, que conta com Giovana Grigio e Bruno Montaleone.

## Obras

### Série Perdida
- Perdida: Um Amor que Ultrapassa as Barreiras do Tempo (2011)
- Encontrada: À Espera do Felizes Para Sempre (2014)
- Destinado: As Memórias Secretas do Sr.Clarke (2015)
- Prometida: Uma Longa Jornada Para Casa (2016)
- Desencantada: Entregando-se aos Segredos do Amor (2018)
- Indomada: Os Laços Inquebráveis do Amor (2021)

### Série Família Cassani
- Procura-se um Marido (2012)
- Mentira Perfeita (2016)
- Amor Sob Encomenda (2019)

### Outros títulos
- No Mundo da Luna (2015)
- Quando a Noite Cai (2017)
- Menina Veneno (2017)

#### Conto
- No Mundo da Luna - A Entrevista (2015)

### Antologia
- O Livro dos Vilões (Galera Record, 2014)(com Cecily Von Ziegesar, Diana Peterfreund e Fábio Yabu)

## Adaptações

### Série
- No Mundo da Luna (2022), baseada no título homônimo, é produzida pela HBO Max e estreou na plataforma de streaming de vídeos em 13 de novembro de 2022.[10]

### Filmes
- Procura-se (2022), dirigido por Marcelo Antunez, a adaptação de Procura-se um Marido, foi lançada exclusivamente na HBO Max, em 25 de novembro de 2022.[11]

- Perdida (2023), dirigido por Katherine Chediak Putnam, Luiza Shelling Tubaldini e Dean Law, é uma adaptação baseada no primeiro título da série de mesmo nome. Sua estreia ocorreu em 13 de julho de 2023 nos cinemas brasileiros[12] e mais tarde, passou a integrar o catálogo das plataformas de streaming Disney+ e Star+.[13]